# Amphiceratodon capensis
Amphiceratodon capensis là một loài bọ cánh cứng trong họ Bọ hung (Scarabaeidae).